# Bobby Lee
Robert Young "Bobby" Lee, Jr. (San Diego, California; 17 de septiembre de 1971) es un actor y comediante estadounidense, más conocido por su militancia en el elenco recurrente de la serie de comedia en vivo en MADtv desde 2001 hasta 2009 y por sus interpretaciones en películas como Harold & Kumar Go to White Castle y Pineapple Express.

## Biografía
Es el mayor de los dos hijos de Jeanie y Robert Lee. Asistió al Poway High School en Poway, California. De ascendencia coreana y estadounidense, sus padres eran propietarios de tiendas de ropa en California. 
A los 18 años de edad, Lee se mudó de casa junto con sus padres y empezaron a trabajar en restaurantes y cafeterías en el área de San Diego. Al mismo tiempo, Bobby Lee asistió a la escuela de Palomar College durante un breve período. 
En 1994, la tienda donde trabajaba fue cerrada. Después de unos meses de trabajo empezó a trabajar en un club de comedia en donde decidió probar suerte durante la noche para comediantes aficionados. 
Después de un año de dedicarse a las comedia regularmente, Bobby recibió ofertas como telonero para los comediantes Pauly Shore y Carlos Mencia. Después, Lee comenzó a trabajar en el club de comedia The Comedy Store en Los Ángeles.